# Хановер (Вирџинија)
Хановер (енгл. Hanover) насељено је место без административног статуса у америчкој савезној држави Вирџинија.

## Демографија
По попису из 2010. године број становника је 252.
| Група             | 2000.    | 2010.       |
| Белци             | 0 (0,0%) | 212 (84,1%) |
| Афроамериканци    | 0 (0,0%) | 34 (13,5%)  |
| Азијати           | 0 (0,0%) | 4 (1,6%)    |
| Хиспаноамериканци | 0 (0,0%) | 2 (0,8%)    |
| Укупно            | 0        | 252         |